# 강헌 (음악 평론가)
강헌(姜憲,1962년 ~ )은 대한민국의 대중음악 평론가다. 호(號)는 ‘의박’(의지박약)이다. 저서로 《전복과 반전의 순간》 《명리-운명을 읽다》가 있다. 2019년 경기문화재단 대표이사로 취임하였다.

## 이력
1962년 부산에서 태어나 서울대학교 국어국문학과와 같은 대학교의 음악대학원 음악학과에서 음악이론을 전공했다. 그는 "대학 생활은 별로 재미가 없었다."면서 "과가 과인만큼 주변이 거의 운동권이었지만, 나는 아니었다. 운동권 골수들이 하는 짓이 마음에 안 들어 옆에서 딴죽을 걸곤 했다. 바로 몇 달 전만 해도 남보다 잘났다고 생각하면서 출세할 야망으로 공부해 서울대에 들어온 아이들이 책 몇 권 읽었다고 정의가 어쩌고 혁명이 어떻고 하면서 흥분한다는 게 도저히 믿기지 않았다. 열성적인 운동권 동기들과 '10년 뒤에도 너희가 운동권이면 내가 너희를 존중하겠다. 지금 내가 보기엔 너희가 혁명가 놀이를 하는 것처럼 보인다'라면서 싸우기도 했다."고 회상했다.
전설적인 독립영화집단 장산곶매의 일원으로 《오! 꿈의 나라》 같은 영화 제작에 참여했다. 독립영화를 하게 된 것은 영화판 문을 두드릴 때 처음 만난 운동권쪽 사람이었기 때문이다. 장산곶매 활동을 하다 보니, 한국민족예술인총연합(민예총) 일도 하게 되고 민주주의민족통일전국연합(전국연합) 집행위원도 하게 됐다. 《상상》, 《리뷰》 등의 문화잡지를 만들었으며, 검열 철폐운동에도 앞장섰다. 1991년 《김현식론》 이후 한국 대중음악에 관한 비평을 25년간 썼다. 들국화 헌정 앨범 및 노무현 추모 앨범 등의 프로듀서를 맡았고 《검열 철폐 기념 콘서트 자유》를 만들었다.
그는 두 번 이혼했고, 나이 마흔둘 시절이던 2003년 3월에 갑자기 ‘사망확률 98%’ 진단을 받았다. 평소와 다를 바 없이 지내던 어느 날 밤, 이유도 없이 동맥이 70cm나 찢어진 것이다. 응급실에 실려가 간신히 목숨을 건졌을 때 의사는 “당신에게 남은 날은 길게 봐야 2년”이라고 알렸다. “조금씩 주변을 정리하라”는 얘기를 들은 그날 이후 평생 즐기던 소주를 한 방울도 입에 대지 못하게 됐다. 대학로 벙커1에서 이뤄진 강연을 기반으로 한 《전복과 반전의 순간》은 음악사에서 중요했던 네 가지 장면을 다뤘다. 그가 와인바를 운영했을 때, 대부분 사주를 믿었던 소위 상류층 사람들이 많이 와서 재미 삼아 사주를 봐주기 시작했는데, "다른 역술가와 달리 굉장히 새롭다고들 했다"며 인문학적 기반이 있어서 그랬던 것 같다고 말했다. 그때의 경험을 바탕으로 강좌를 시작했고 3년 후 책을 냈다. 2015년 12월 출간한 《명리》는 보름도 안 돼 초판 5000부가 모두 팔렸고, 두 달 만에 6쇄를 찍었다.

## 저서

### 평론
- 《전복과 반전의 순간》
- 《명리-운명을 읽다》

## 같이 보기
- 임진모